# 劉孜 (正統進士)
劉孜（?—1468年），字顯孜，江西萬安人。明朝政治人物，正統乙丑進士，成化初官至南京刑部尚書。

## 生平
正統十年（1445年），中進士，授監察御史，出按遼東。
明景帝即位，有官員建議南遷，劉孜則請求斬言者以穩定人心。升山東按察使。
天順四年（1460年），吏部舉天下治行卓異者，按察使中只有劉孜一人，於是升山東左布政使。次年，以都察院右副都御史巡撫江南十府。蘇、松財賦自從周忱立法后，多有更改，劉孜重新制定，為民方便。
成化元年（1465年），賑災應天府饑荒，他並請各地開倉放糧，使得百姓生還者無數。隨後他廢除各地苛政斂財。召拜南京刑部尚書。
成化四年（1468年），劉孜致仕，卒於回鄉途中。